# Superviseur dans l'Égypte antique
Pour un article plus général, voir Superviseur.
Le superviseur est le fonctionnaire chargé de contrôler le travail des artisans (par exemple Tharouas (tombe TT244), superviseur des charpentiers) ou des prêtres (par exemple Hatiay (tombe TT324), superviseur de tous les prophètes de tous les dieux).
Il est représenté par les deux hiéroglyphes superposés hibou et bouche :
| G17 · D21 |

| G17 · D21 |